# Bakura (Nigeria)
Bakura è una città della Repubblica Federale della Nigeria appartenente allo stato di Zamfara. 
È capoluogo dell'omonima area a governo locale (local government area) che si estende su una superficie di 1.366 km² e conta una popolazione di 186.905 abitanti.